# شذور الذهب في معرفة كلام العرب
شذور الذهب في معرفة كلام العرب لابن هشام الأنصاري (708-761هـ / 1309-1360م) كتاب مختصر (متن) في النحو، جامع لغالب أبوابه.

## أبوابه
سار ابن هشام في تبويبه لكتاب شذور الذهب على طريقة مختلفة عما ألف في كتب النحو المعروفة في بعض المواضع، فقد بنى كتابه على مقدمة وأربعة عشر باباً مشتملة على بعض الفصول.
1. تعريف الكلمة
2. باب الإعراب
3. باب البناء وأنواعه
4. باب النكرة والمعرفة
5. باب المرفوعات
6. باب المنصوبات
7. باب المجرورات
8. باب المجزومات
9. باب عمل الفعل
10. باب التنازع
11. باب الاشتغال
12. باب التوابع
13. باب موانع الصرف
14. باب العدد

## الشروح والحواشي
كثُرت الشروح والحواشي والتقريرات حول شذور الذهب، وكذلك كثرت الشروح حول شواهده، وقد بلغت شروح شذور الذهب التي وصلت إلينا عشرة شروحات، وبلغت الحواشي على شرح الشذور لابن هشام تسع حواشٍ. أهم هذه الشروح:
1. شرح شذور الذهب لابن هشام (ت 761هـ).
2. شرح الصدور لشرح زوائد الشذور لمحمد بن عبد الدائم البرماوي (ت 831هـ).
3. السرور في شرح الشذور، لبدر الدين حسن بن أبي بكر بن أحمد القدسي الحنفي (ت 831هـ).
4. شرح شذور الذهب لمحمد بن عبد المنعم الجوجري المصري (ت 889هـ).
5. بلوغ الأرب بشرح شذور الذهب لشيخ الإسلام زكريا الأنصاري (ت 926هـ).
6. شفاء الصدور بشرح الشذور لمعبد الملك بن جمال العصامي بن صدر الدين بن عصام الإسفرائيني المشهور بملا عصام (ت 1037هـ).